# Argyreia imbricata
Argyreia imbricata är en vindeväxtart som först beskrevs av Albrecht Wilhelm Roth, och fick sitt nu gällande namn av Hermenegild Santapau och Patel. Argyreia imbricata ingår i släktet Argyreia och familjen vindeväxter. Inga underarter finns listade i Catalogue of Life.